# Six of One – The Prisoner Appreciation Society
Six of One – The Prisoner Appreciation Society ist der Name des britischen Fanclubs der Fernsehserie Nummer 6 bzw. im Original The Prisoner. Der Club bezeichnet sich selbst als „Gesellschaft zur Würdigung (der Serie) The Prisoner“.

## Bezeichnung
Der Name Six Of One geht auf eine englische Redewendung zurück, mit der der örtliche Leiter Nummer Zwei in der ersten Episode den Neuankömmling als Nummer Sechs bezeichnet und auf dessen Erwiderung, er sei ein Mensch: „Six of one, half a dozen of the other.“ Gemeint ist: Spielt doch keine Rolle. Die deutsche Fernsehfassung des ZDF von 1969 verändert die Aussage des Satzes deutlich, wenn auch treffend: „Das eine schließt das andere doch nicht aus.“

## Entstehung
Der Engländer Dave Barrie (Jahrgang 1947) erfuhr 1966 während seiner Ferien von den Dreharbeiten zu Patrick McGoohans neuer Serie Nummer 6 und hatte Gelegenheit, diese in Portmeirion zu besuchen. Als Fan von McGoohans früherer Fernsehserie Geheimauftrag für John Drake verfolgte er die Erstausstrahlung daraufhin mit großem Interesse. Als Nummer 6 1976 im britischen Fernsehen wiederholt wurde, schrieb Barrie mit der Bitte um mehr Informationen an den Sender ATV. Nach Ausstrahlung der letzten Episode veröffentlichte der Sender seine Anschrift. Das Interesse war enorm. Noch in derselben Nacht klingelten fremde Menschen an seiner Tür, in den Tagen darauf erhielt er viele Zuschriften von Prisoner-Begeisterten aus dem ganzen Land.
In einem Rundschreiben erläuterte Barrie die Beweggründe seiner Suche nach Gleichgesinnten. Die Prisoner Appreciation Society wurde am 6. Januar 1977 förmlich gegründet, und der erste organisierte Besuch des Drehschauplatzes Portmeirion durch eine größere Anzahl Interessierter fand 1977 statt.

## Society-Einzelheiten
Six of One wird ehrenamtlich betrieben. Etwa zehn Personen sind aktiv. Der Mitgliedsbeitrag für Kontinentaleuropa beträgt 39,20 Britischen Pfund (Stand: 2022). Die Mitgliedschaft läuft über ein Jahr und verlängert sich nicht automatisch. Seit den frühen 1980er Jahren veröffentlicht die Society unter wechselnden Titeln regelmäßig eigene Publikationen, das aktuelle, sehr professionell gestaltete Magazin ist Orange Alert.
Bei Zusammenkünften und Veranstaltungen haben über die Jahre viele ehemalige Mitarbeiter an der Produktion in Interviews Hintergrundinformationen über die Entstehung von Nummer 6 geliefert, die entweder in den Magazinen veröffentlicht oder etwa als Videodokumentation bei den Prisoner Conventions gezeigt wurden. Ron Grainer, Komponist der Titelmusik, war 1978 der erste Ehrengast. Mitglieder von Six Of One haben seither viele Requisiten und Dokumente zusammengetragen und gesichert und maßgeblich die sogenannten „alternativen“ Versionen der beiden Episoden „Die Ankunft“ sowie „Die Glocken von Big Ben“ ans Tageslicht befördert.
Die Mitgliederzahl hat im Lauf der Jahre stark variiert. Sie liegt 2013 bei rund 500.
Patrick McGoohan akzeptierte in einem Telegramm zwar die Ehrenpräsidentschaft, gab jedoch seine Zurückhaltung gegenüber der Öffentlichkeit nicht auf und hat die jährlichen Prisoner-Conventions in Portmeirion zeit seines Lebens nie besucht. „Profoundly grateful to you and the Society for your interest and understanding. Am honoured to accept Honorary Presidency. Blessings to you all. Half a dozen of the other. Be seeing you. Patrick McGoohan“.

## Prisoner-Conventions
Die Prisoner-Conventions, PortmeiriCon genannt, bilden seit Jahrzehnten die von Six Of One organisierte Hauptattraktion. Nahezu der gesamte Ort Portmeirion, der neben dem Metro-Goldwyn-Mayer Studiogelände von Borehamwood (Hertfordshire) in der Nähe von London Drehschauplatz von Nummer 6 war, steht hierbei für die Aktivitäten zur Verfügung. Seit Ende der 1970er Jahre fanden die Conventions in aller Regel im Spätsommer statt. Auf Drängen des Managements liegen die Conventiontermine seit Beginn des 21. Jahrhunderts meist vor Ostern, in der Vorsaison des Hotels Portmeirion.
Neben den Besuchen von Ehrengästen und der Aufführung von Filmdokumentationen sowie Theaterstücken stehen im Außenbereich regelmäßig Inszenierungen einiger markanter Szenen aus der Serie auf dem Programm. So das lebensgroße Schachturnier aus „Schachmatt“ und der Wahlkampf aus „Freie Wahl“. Diese Episode wurde 1969 nicht vom ZDF synchronisiert und gesendet. Außerdem besteht Gelegenheit zu Ortsrundfahrten in den für die Serie typischen und als Taxis genutzten Mini-Mokes. Six-Of-One-Gründer Dave Barrie unternimmt erläuternde Führungen durch den Ort.
Die Prisoner-Conventions stehen im Prinzip nur Mitgliedern offen, allerdings sind die Außenaktivitäten, vom ohnehin zu entrichtenden Eintrittsgeld für den Ort Portmeirion abgesehen, frei zugänglich. Drei Conventions (2020, 2021 und 2022) sind coronabedingt abgesagt worden, die für 2023 hat im April stattgefunden.

## Fan-Filme

### Kurzfilm „Resolution“
Resolution ist ein fünfzehnminütiger Kurzspielfilm von Larry Hall aus dem Jahr 2011. Hall ist Mitbegründer der Prisoner Appreciation Society SIX OF ONE in Großbritannien. Die Handlung: In einer nicht näher bestimmten Zukunft nach den in der Serie von 1967 geschilderten Geschehnissen ist Nummer Sechs immer noch der Gefangene des mittlerweile vollautomatisch betriebenen Ortes (the Village). Befragungen finden in regelmäßigen Abständen statt. Der Ort soll als Verhör- und Internierungszentrum zu neuem Leben erweckt werden. Da trifft Nummer Zwei ein: vormals Nummer 24 (aus der Episode „Der Doppelgänger“), bekannt als Alison. Sie hat jedoch ihre eigene Agenda…
Es handelt sich nicht um ein Remake oder eine „Neuschöpfung“ wie die sechsteilige Miniserie von 2009, eher schon um eine Fortschreibung. Autor und Regisseur Hall benutzt in beinahe apokalyptischen Bildern Motive und Charaktere aus Nummer 6 und wagt sich an eine Auflösung (engl. „resolution“), die Patrick McGoohan seiner Serie 1967 verweigerte. Larry Hall konnte die Schauspielerin Jane Merrow für seinen Film gewinnen. Sie spielt ihre Rolle aus der Originalserie mit einer Variation. Der Film wurde auf der Prisoner-Convention 2012 offiziell vorgestellt. Als nichtkommerzielles Fanprojekt ist er nicht käuflich zu haben und nur auf Veranstaltungen von SIX OF ONE zu sehen.

### „Village Day“
Village Day ist der Titel eines selbstproduzierten circa 76-minütigen Spielfilms des Engländers David A. Stimpson auf der Basis von Handlungsbestandteilen und Figuren der Serie Nummer 6. Stimpson, früheres Mitglied des britischen Fanclubs Prisoner Appreciation Society Six Of One, betreibt einen Internet-Blog über Nummer 6.
Die Handlung: Ein namenloser Mann (gespielt von David Stimpson) erlebt auf seiner Suche nach einem Verschwundenen eine Reihe „prisoneresker“ Begebenheiten, unter anderem findet er sich plötzlich im Village von Nummer 6 wieder. Am Ende ist nicht eindeutig auszumachen, ob er die Erlebnisse vielleicht nur halluziniert hat.
Der Film wurde 1998 mit Unterstützung einer Vielzahl von Mitgliedern der Prisoner Appreciation Society unter anderem am Originaldrehschauplatz Portmeirion gedreht. Nicht eingehaltene technische und finanzielle Zusagen führten die Produktion allerdings ins Chaos mit dem Ergebnis, dass Stimpson den Film in Personalunion als Hauptdarsteller, Regisseur und Produzent alleine und bis zur psychischen Erschöpfung fertigstellen musste. So hat der Film unübersehbare Mängel wie zu lange ungeschnittene Kameraeinstellungen oder schlechten Ton, er ist jedoch ein ambitioniertes, mit viel Kenntnis und Liebe zur Sache realisiertes Amateurprojekt.
Der Film wurde nur in Fankreisen gezeigt, die Meinungen darüber gehen auseinander. Eventuell kursierende digitale Kopien sind nicht autorisiert.

## 50 Jahre Nummer 6
Die deutschen Freunde und Förderer von Nummer 6, die sich nr6de nennen, organisierten am 12. Oktober 2019 aus Anlass der deutschen Erstausstrahlung der Serie am 16. August 1969 im ZDF eine Jubiläumsveranstaltung im hessischen Gießen. Rund 50 Besucher nahmen teil. Außer einer Fülle Informationen in gedruckter Form wurden eine selbst inszenierte Theateraufführung und zwei Gäste geboten. Der in Deutschland lebende und arbeitende US-Medienwissenschaftler Alan N. Shapiro, ein bekennender Fan der Serie, hielt einen Vortrag über gegenwartsaktuelle Aspekte von Nummer 6. Aus England war Eric Mival angereist. Mival war 1967 als music editor an der Produktion der Serie beteiligt und mit Patrick McGoohan freundschaftlich verbunden. In einer Diskussionsrunde mit dem Publikum wurden Themen aus der Serie und ihrer Entstehungsgeschichte besprochen. Eingeladen war mit Bernd Rumpf auch die deutsche Stimme von Patrick McGoohans Figur „Nummer 6“ aus der Synchronisation durch Arte im Jahr 2010. Rumpf verstarb jedoch nach längerer Krankheit nur knapp zwei Wochen vor der Veranstaltung.